# Store Løholmen
Store Løholmen est une île norvégienne du comté de Hordaland appartenant administrativement à Bergen.

## Description
Rocheuse et couverte d'une légère végétation, elle s'étend sur environ 198 m de longueur pour une largeur approximative de 130 m. 